# NGC 7355
NGC 7355 ist eine Balken-Spiralgalaxie mit ausgedehnten Sternentstehungsgebieten vom Hubble-Typ SAB(rs)b im Sternbild Kranich am Südsternhimmel. Sie ist schätzungsweise 525 Millionen Lichtjahre von der Milchstraße entfernt und hat einen Durchmesser von etwa 155.000 Lj.
Das Objekt wurde am 1. September 1834 von John Herschel entdeckt.